# Nuria Gorrite

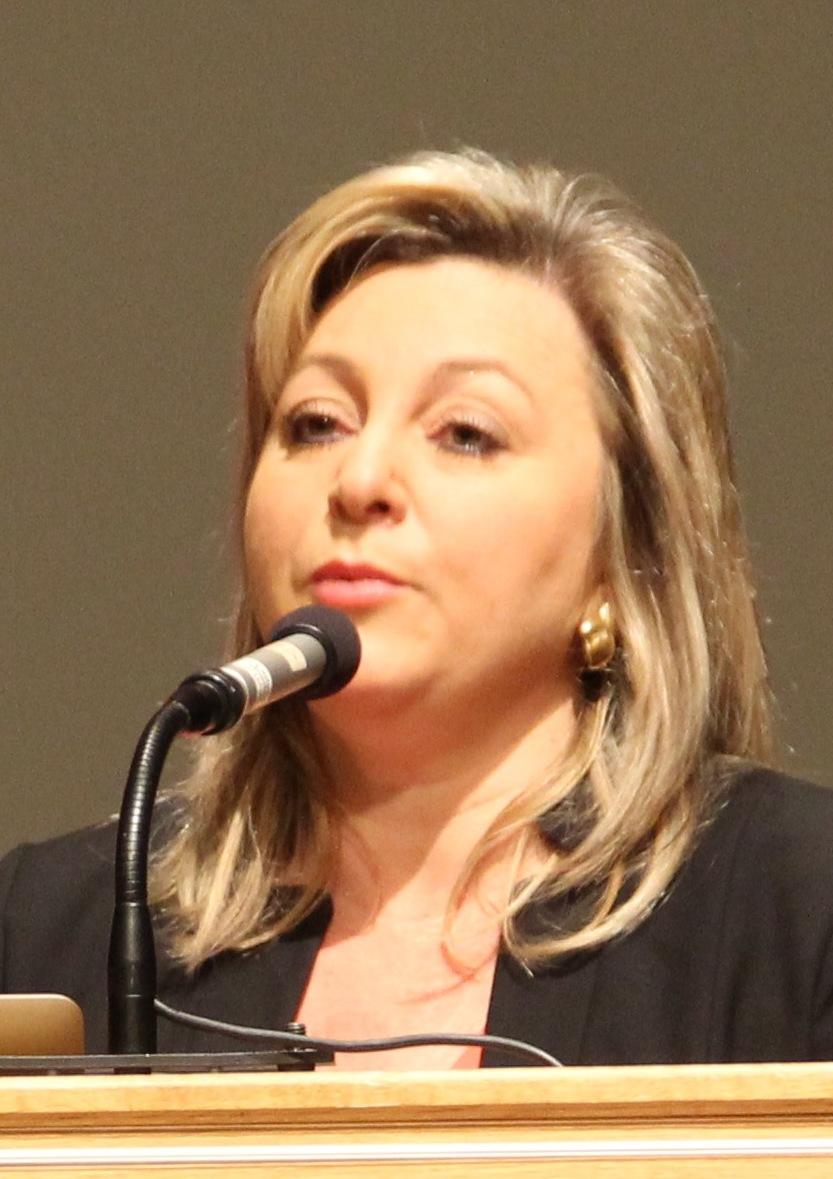
Nuria Gorrite (2016)

Nuria Gorrite (* 6. Juli 1970 in La Chaux-de-Fonds) ist eine spanisch-schweizerische Politikerin (SP). Sie ist waadtländische Staatsrätin seit 2012 und war dessen Präsidentin in der Amtsperiode 2017–2022.

## Leben
Nach einem geisteswissenschaftlichen Studium an der Universität Lausanne in den Jahren 1992 bis 1996 wurde Gorrite Kuratorin im Musée Alexis-Forel in Morges. Im Alter von 22 Jahren stieg sie in die Lokalpolitik ein, und 1993 wurde sie in den Gemeinderat gewählt (Legislative), sieben Jahre später dann in den Stadtrat (Exekutive). Anfang 2008 wurde sie nach der Wahl von Éric Voruz in den Nationalrat Bürgermeisterin der Stadt Morges. 2011 wurde sie für diesen Posten wiedergewählt.
2007 wurde sie in den waadtländischen Kantonsrat gewählt, 2012 im zweiten Anlauf in den Staatsrat. 2017 wurde sie für eine weitere Legislatur gewählt; am 15. Juni 2017 trat sie die Nachfolge des bisherigen Staatsratspräsidenten und Parteikollegen Pierre-Yves Maillard an. Somit wurde sie die erste Frau in dieser Position. Sie wurde am 10. April 2022 im 2. Wahlgang in ihrem Amt bestätigt.